# 巴納條鰍
巴納條鰍（學名：Nemacheilus banar）為輻鰭魚綱鯉形目條鰍科條鰍屬的其中一種。被IUCN列為易危保育類動物，分布於亞洲越南Sesan及Ba河流域，本魚體延長，背鰭鰭條上有2-3個小的黑色斑點，頭部有斑點，體側有8-13個黑色斑塊沿著側線分布，在上嘴唇中明顯的中央切口，背鰭軟條14枚，臀鰭軟條9枚，體長可達8公分，棲息在礫石底質、水流快速的河川底層水域，生活習性不明。

## 扩展阅读
維基物種上的相關：巴納條鰍